# الكنز الوطني (فلم)
الكنز الوطني هو فيلم المغامرات أصدر في 2005 من شركة والت ديزني، نجوم هذا الفيلم نيكولاس كيج، ديان كروجر، جوستين بارثا، شون بين، جون فويت، هارفي كيتل، وكريستوفر بلمر. يتكلم الفيلم عن مغامرة بين غيتس (كيج) وهو مؤرخ وعالم تعمية حاصل على شهادة بالهندسة الميكانيكية من معهد ماساتشوستس للتقنية وهو ينتمى لسلالة من صيادين الكنوز كانوا يسعون للبحث عن كنز أسطوري أخفاه الآباء المؤسسون للولايات المتحدة ووضعوا إشارات تدل على الكنز في كل مكان.

## القصة
تبدأ القصة حينما كان ينقب «بن» وأصدقاؤه على سفينة «شارلوت» بهدف البحث عن الكنز الوطني (التحف التي تراكمت في مخزون ضخم واحد من قبل اللصوص والمحاربين على مدى آلاف السنين التي بدأت في مصر القديمة، في وقت لاحق أعيد اكتشافها من قبل المحاربين الذين شكلوا أنفسهم في فرسان المعبد لحماية الكنز، الذي أخفته الماسونية الأمريكية في نهاية المطاف خلال الحرب الثورية الأمريكية. تشير خريطة مشفرة على ظهر إعلان الاستقلال إلى موقع «الكنز الوطني»). وحينما وجدوها عثروا بداخلها على غليون مع ورقة مفادها بأن هناك خريطة خفية في وثيقة اعلان الاستقلال تدل على الكنز، مما دفع «إيان» إلى التفكير في سرقة الوثيقة. فيلاقي هذا معارضة «بن» مما يجعل صديق «إيان» في عصابته يصوب مسدسا نحو «بن» لقتله حتى لا يشي بهما لكنه يراوغ حتى يصل الأمر إلى أن يهرب الفريقين. فيذهب «بن» لتنبيه السلطات فلا يمنحون الأمر قيمة، الأمر الذي يقودهما إلى المسؤولة عن المتحف ليعلمانها، فتستمع إليهما باهتمام لكن لا تتحرك لأي إجراء. فجعل هذا «بن» يقرر سرقة الوثيقة لحمايتها خصوصا حينما كان يتجول في المعرض الذي تحويه ورأى في نص الدستور بأن أي حاكم للولايات المتحدة خان العهد وجب الخروج على أحكامه، فخططا بدورهما السرقة يوم عيد الاستقلال.

### التخطيط
لا يوجد سبيل لسرقة الوثيقة وهي معروضة للتجهيز المعقد الذي يحميها من السرقة لكنهم فكروا في سرقتها من مكان الصيانة فقام «بول» باختراع الأدوات اللازمة

### التنفيذ
يقوم بول بدخول المتحف فيقوم بتسخين أجهزة فحص الحرارة عبر أشعة خضراء تسلط من جهاز مثبت بالكاميرا خاصته، ثم يدخل «بن» الحفل بعد أن زور بطاقة الدخول يرمي البطاقة في قمامة الحمامة ثم يذهب للمسؤولة عن المتحف ويمنحها كأس نبيذ ثم يغير الكؤوس ويعود إلى الحمام يقوم بصباغة بصمة يدها. فيطلب من صديقه إطفاء الكاميرات وبذلك يتسلل لسرقة الوثيقة.

## روابط خارجية
- مقالات تستعمل روابط فنية بلا صلة مع ويكي بيانات